# Der Todeskampf im Polareis
Der Todeskampf im Polareis ist ein US-amerikanisches Stummfilmdrama aus dem Jahr 1926 von George W. Hill mit Norman Kerry, Henry B. Walthall und Lionel Barrymore in den Hauptrollen. Das Drehbuch basiert auf dem Roman The Barrier von Rex Beach.

## Handlung
Während eines Sturms vor der Küste Alaskas zwingt Kapitän Stark Bennett seine Frau, seinen Männern zu helfen. Bei einem Unfall wird sie tödlich verletzt. Der Seemann Gale Gaylord willigt ein, ihr Kind dem Einfluss seines Vaters zu entziehen. 
Siebzehn Jahre später ist Gale Ladenbesitzer in einer kleinen Stadt in Alaska. Er hat das Kind Necia als seine Tochter großgezogen, ohne zu wissen, dass sie eine Halbindianerin ist. Obwohl sie von Poleon Doret, ebenfalls ein Halbblut, geliebt wird, gerät sie unter den Einfluss von Meade Burrell, ein im Norden stationierter Aristokrat aus Virginia. Als Bennetts Schiff im Hafen ankommt, enthüllt er die Wahrheit über die Abstammung des Mädchens und Burrell ist fassungslos. 
Necia beschließt, mit ihrem brutalen Vater zu gehen, ohne Meade wiederzusehen. Als das Schiff von Eis blockiert wird, desertiert die Mannschaft, aber Burrell kommt über das Eis, lässt den Kapitän bewusstlos zurück und rettet Necia. Bennetts Schiff wird von einer Eisscholle zerstört, die Liebenden sind glücklich vereint.

## Hintergrund
Der Roman wurde schon 1917 verfilmt, produziert vom Autor Rex Beach. 1937 produzierte Paramount Pictures eine Neuverfilmung unter der Regie von Lesley Selander.
Am 5. April 1926 erschien der Film in den US-Kinos.
Da keine Kopien der sieben Filmrollen existieren, gilt der Film als verschollen.